# 중앙대학교의료원
중앙대학교의료원(中央大學校醫療院, Chung-Ang University Healthcare System)은 중앙대학교 산하 부속병원의 업무를 조정, 총괄하기 위한 조직이다.

## 같이 보기
- 중앙대학교
- 중앙대학교병원
- 중앙대학교광명병원